# Kitayama
Kitayama (jap. 北山村 Kitayama-mura) – wieś w Japonii, na wyspie Honsiu, w prefekturze Wakayama. Według danych na rok 2020 miejscowość zamieszkiwało 404 mieszkańców , a gęstość zaludnienia wyniosła 8,4 os./km².